# Ornithodes brevirostris
Ornithodes brevirostris is een tweevleugelige uit de familie Pediciidae. De soort komt voor in het Nearctisch gebied.